# D.C. Dream X'mas 〜ダ・カーポ〜 ドリームクリスマス
『D.C. Dream X'mas 〜ダ・カーポ〜 ドリームクリスマス』は、2010年12月24日にCIRCUSから発売されたアダルトゲームソフト。

## 概要
初回限定版のみの1種リリース。特典として公式サイトなどでは『11大特典+α』とあげており、計13特典が同梱され、CIRCUS史上最多の特典数となった。また『11大特典』というのはCIRCUSの11周年を記念しての意が込められている。
内容は、『D.C. 〜ダ・カーポ〜』と『D.C.II 〜ダ・カーポII〜』のキャラクターが総出演しているクロスオーバー作品。また、本作には『D.C. 〜ダ・カーポ〜』シリーズの次のナンバリングタイトルである『D.C.III 〜ダ・カーポIII〜』の最新情報が同梱されている。
パッケージには、朝倉音姫、朝倉由夢、白河ことりが描かれている。
本作の公式サイトでは、カウントダウンイラストが公開されており、封入特典に参加した作家がイラストを手掛けている。なお、CIRCUSのtororoが「団長職」を退任してから初の『D.C. 〜ダ・カーポ〜』シリーズ作品。

## 登場キャラクター
- 本作には、本編での隠しキャラクター以外のメインヒロイン、サブキャラクターが出演。

## 聖夜のアメージングストーリーズ
どちらの場合においても主人公の純一と義之はお互いに遭遇しない。

### D.C. 〜クリスマスミライコイユメ〜
時は2002年初音島、一年中咲いていた桜の花が散ってしまってから初めての冬。恋人のいない朝倉純一は、クリスマスを一緒に過ごす相手を思い浮かべるとき朝倉音夢と白河ことりの顔が脳裏に浮かぶ。そして、クリスマスパーティーを前にひょんなことから純一や音夢、ことりなどの面々が半世紀未来の初音島に飛ばされてしまう。純一たちは元いた時代に戻る方法を探すことになった。
最初の選択肢で音夢のシナリオとことりのシナリオに分岐し、シナリオ内容がほぼ別のものとなる。どちらにも登場する杉並以外に音夢のシナリオでは、さくら、美春、水越姉妹、工藤が登場し、ことりのシナリオでは、みっくん、ともちゃんが登場する。
音夢のシナリオでの美春、水越姉妹、工藤はそれぞれのルート後という設定で純一に対し明確な感情をみせるが、純一と音夢は音夢ルートの後または途中という設定である。

### D.C.II 〜Day Dream Believer〜
時は2055年初音島、クリスマスパーティーを翌日に控えた12月22日、クラスの出し物である「セクシー寿司パーティー（SSP）」の準備に追われていた義之たち。そんな中学園長の芳乃さくらに呼び出された義之は偶然、鉄製の扉を発見する。その扉の向こうで見た立て看板には「風見学園 創立7年 クリスマスパーティー」と書かれていた。驚いた義之は、音姫や由夢、ななかなどの面々と共に扉の向こうの世界を調査することになる。
最初の選択肢で朝倉姉妹のシナリオとななか、杏のシナリオに分岐する。シナリオ内容はほぼ同一だが、一部設定が異なっている部分がある。どちらにも登場する渉と杉並以外に朝倉姉妹のシナリオではまゆきとエリカ、ななか、杏のシナリオでは小恋と茜が登場する。

## Dungeon.D.X
クリスマスツリーの星を探しにすごろく形式でダンジョンを攻略する、あるぴじ学園風のダンジョンRPG風ミニゲーム。プレイヤーキャラは、白河ことり、朝倉音姫、月島小恋。ラスボスは胡ノ宮環。

## スタッフ
- プロデューサー：kuri++
- ディレクター：雨野智晴、釧路洋
- 原画：たにはらなつき、かゆらゆか、みつまむ、鷹乃ゆき、結月かりん、こなた 、SDキャラ原画：がちゃ（おかざきみつき）
- シナリオ：たけうちこうた、まり、ごとうしん　他
- ムービー制作：KIZAWA studio

## 特典
| 特典                                                                               | 詳細                                                                                                  |
| ---------------------------------------------------------------------------------- | --- |
| D.C.I&IIカレンダー2011                                                             | 豪華描き下ろしカレンダー。（サイズ H 約175mm×W 約255mm）                                              |
| D.C. クリエイターズブック                                                          | D.C.IIIのクリエイターによるインタビュー、イメージボードなどを収録。                                   |
| D.C.I & IIトレーディングクリスマスカード                                           | たにはらなつき、かゆらゆか、こなた、結月かりん描き下ろしによる全4種の携帯電話用壁紙をランダムで同梱。 |
| D.C.toD.X. ラジオドラマ全集                                                        | インターネットラジオ『D.C.toD.X.ラジオ』内で行われたラジオドラマ全8話を収録。                         |
| けい☆てん クリスマスプラグイン                                                     | パソコンゲーム『けい☆てん』に、朝倉由夢、雪村杏、白河ことりがサンタ服で参戦可能になる。               |
| D.C.I&IIヒロイン クリスマス壁紙集                                                  | 28名の作家による描き下ろし壁紙。携帯電話、スマートフォン対応バージョンも収録。                        |
| D.C.I&II デジタル設定資料集                                                        | D.C.I&IIのラフ原画などをデジタル化して収録。                                                          |
| D.C.D.X. 〜ダ・カーポ〜 ドリームクリスマス ヴァイスシュヴァルツ ストレイジボックス | D.C.D.X.特別仕様のストレイジボックス。                                                                |
| ことり ai sp@ceアイテムチケット                                                    | 『ai sp@ce』で白河ことりのサンタコスプレ衣装が利用可能になる。                                        |
| サーカスモバイルポイント                                                           | 『サーカスモバイル』で利用できるポイントの200ポイントを収録。                                         |
| D.C.I&II 年賀メール用デコレ画像集                                                  | 携帯電話メールで使用できるオリジナルデコレーション画像集。                                            |
| D.C.I&II 年賀シールセット                                                          | D.C.I&IIのヒロインのお正月シールセット。                                                              |
| D.C.I&II 年賀状                                                                    | D.C.I&IIの年賀状。                                                                                    |

### 特典参加作家
| 名前         | 特典                   |
| ------------ | ---------------------- |
| るちえ       | D.C.I&IIカレンダー2011 |
| 犬洞あん     | D.C.I&IIカレンダー2011 |
| 水瀬凛       | D.C.I&IIカレンダー2011 |
| 奈月ここ     | D.C.I&IIカレンダー2011 |
| karory       | D.C.I&IIカレンダー2011 |
| シロガネヒナ | D.C.I&IIカレンダー2011 |
| せせなやう   | D.C.I&IIカレンダー2011 |
| 水沢深森     | D.C.I&IIカレンダー2011 |
| kanomi       | D.C.I&IIカレンダー2011 |
| くらすけ     | D.C.I&IIカレンダー2011 |
| Mitha        | D.C.I&IIカレンダー2011 |
| 桜沢いづみ   | D.C.I&IIカレンダー2011 |

| 名前         | 特典                              |
| ------------ | --------------------------------- |
| 奈月ここ     | D.C.I&IIヒロイン クリスマス壁紙集 |
| みついまな   | D.C.I&IIヒロイン クリスマス壁紙集 |
| シロガネヒナ | D.C.I&IIヒロイン クリスマス壁紙集 |
| 水瀬凛       | D.C.I&IIヒロイン クリスマス壁紙集 |
| 犬洞あん     | D.C.I&IIヒロイン クリスマス壁紙集 |
| p19          | D.C.I&IIヒロイン クリスマス壁紙集 |
| kino         | D.C.I&IIヒロイン クリスマス壁紙集 |
| Dmyo         | D.C.I&IIヒロイン クリスマス壁紙集 |
| はましま薫夫 | D.C.I&IIヒロイン クリスマス壁紙集 |
| 三輪フタバ   | D.C.I&IIヒロイン クリスマス壁紙集 |
| 七海綾音     | D.C.I&IIヒロイン クリスマス壁紙集 |
| 浦乃まみ     | D.C.I&IIヒロイン クリスマス壁紙集 |
| やすゆき     | D.C.I&IIヒロイン クリスマス壁紙集 |
| 水沢深森     | D.C.I&IIヒロイン クリスマス壁紙集 |

| 名前             | 特典                              |
| ---------------- | --------------------------------- |
| 櫻野露           | D.C.I&IIヒロイン クリスマス壁紙集 |
| なつき           | D.C.I&IIヒロイン クリスマス壁紙集 |
| しゅり           | D.C.I&IIヒロイン クリスマス壁紙集 |
| ゆき恵           | D.C.I&IIヒロイン クリスマス壁紙集 |
| 月嶋ゆうこrefeia | D.C.I&IIヒロイン クリスマス壁紙集 |
| ぬるけん         | D.C.I&IIヒロイン クリスマス壁紙集 |
| 綾風柳晶         | D.C.I&IIヒロイン クリスマス壁紙集 |
| あめとゆき       | D.C.I&IIヒロイン クリスマス壁紙集 |
| とろろ           | D.C.I&IIヒロイン クリスマス壁紙集 |
| 遙華ナツキ       | D.C.I&IIヒロイン クリスマス壁紙集 |
| konomi           | D.C.I&IIヒロイン クリスマス壁紙集 |
| くらすけ         | D.C.I&IIヒロイン クリスマス壁紙集 |
| 小林ちさと       | D.C.I&IIヒロイン クリスマス壁紙集 |
| 牧だいきち       | D.C.I&IIヒロイン クリスマス壁紙集 |

## 音姫といっしょ
- 本作には3Dモデリングで再現された朝倉音姫とスキンシップを出来るアプリケーション『音姫といっしょ』を収録。会話アイコンで会話やマウスカーソルで音姫のリアクションが再現。また、おまけ機能としてブラウザや縦STG用の「縦長モード」、名前入力をすることで音声データベースによって日本人男性の一般的な名前を呼んでもらうことができる機能を搭載。

ベンチマーク
- 本作の発売に先立って公式ページでは音姫ベンチマークが公開され、11月には修正版が公開された。これにより事前に3D環境の動作確認ができる。ベンチマークとしては3D描画のFPSが計測できるというもの。標準のリフレッシュレート(60Hz)であればフレームレートの限界は60程度であり、速い順に「快適」・「やや快適」・「残念」・「諦めが肝心」のように総評される。

## 主題歌
- 『恋するX'mas』
  - 作詞：rino、作曲：yozuca*、編曲：黒須克彦、歌：yozurino*
- 『D.C. Dream X'mas Xmasメドレー』
  - 編曲：原田勝通（Angel Note）、歌：yozurino*